# Lista de canções gravadas por Ha*Ash

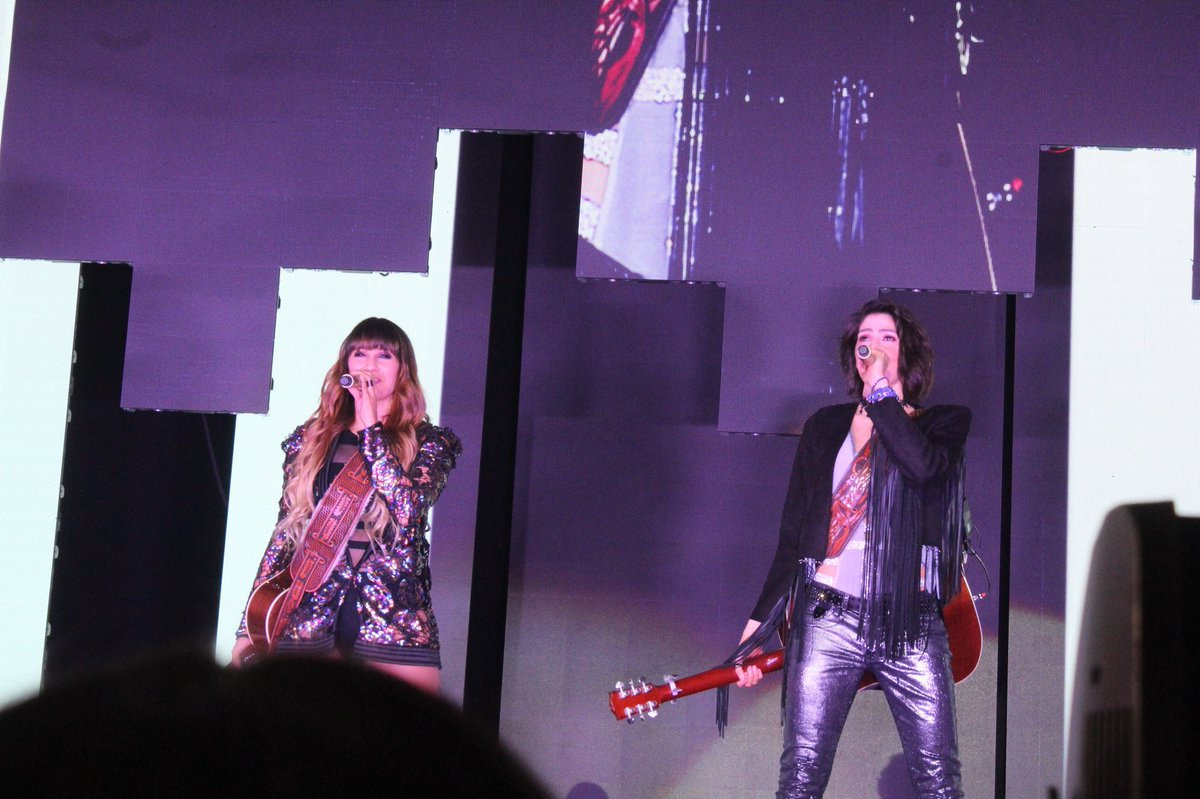
Ha*Ash em turnê da Gira 100 años contigo no Chile, Junho 2018

Este anexo reúne todas as canções lançadas pelo a dupla estadunidense Ha*Ash. Ao longo da carreira, a dupla gravou mais de 90 materiais para cinco álbuns de estúdio: Ha*Ash (2003), Mundos opuestos (2005), Habitación doble (2008), A tiempo (2011), 30 de febrero (2017) e dois álbum ao vivo: Primera fila: Hecho realidad (2014) e En vivo (2019).

## Canções
| †                                        | Denota lançamento como single                       |
| Canção cover que foi gravadas por Ha*Ash | Denota uma canção cover que foi gravadas por Ha*Ash |

| Índice                                                                            |
| --------------------------------------------------------------------------------- |
| 1 · A · B · C · D · E · F · G · H · I · K · L · M · N · O · P · R · S · T · U · W |

| Canção                            | Artista(s)                              | Compositor(es)                                                                        | Álbum                             | Ano  | Ref.   |
| --------------------------------- | --------------------------------------- | ------------------------------------------------------------------------------------- | --------------------------------- | ---- | ------ |
| "30 de Febrero"                   | Ha*Ash feat. Abraham Mateo              | Ashley Grace Pérez Hanna Nicole Pérez Rafael Vergara Abraham Mateo Santiago Hernández | 30 de febrero                     | 2017 | [ 2 ]  |
| "100 Años" †                      | Ha*Ash feat. Prince Royce               | Ashley Grace Pérez Hanna Nicole Pérez Erika Ender Geoffrey Royce Rojas Andy Clay      | 30 de febrero                     | 2017 | [ 3 ]  |
| "A Media Luz"                     | Ha*Ash                                  | Bárbara Muñoz Claudia Brant Rafael Esparza                                            | Habitación Doble                  | 2008 | [ 4 ]  |
| "Adiós Amor"                      | Ha*Ash                                  | Salvador Garza                                                                        | Spotify Singles                   | 2018 | [ 5 ]  |
| "Aléjate de Mi Hermana"           | Ha*Ash                                  | Áureo Baqueiro Salvador Rizo                                                          | Mundos Opuestos                   | 2005 | [ 6 ]  |
| "Already Home"                    | Ha*Ash feat. Brandi Carlile             | Ashley Grace Pérez Hanna Nicole Pérez Blair Daly Troy Verges                          | Habitación Doble                  | 2008 | [ 7 ]  |
| "Already Home" (espanhol)         | Ha*Ash                                  | Ashley Grace Pérez Hanna Nicole Pérez                                                 | Habitación Doble                  | 2008 | [ 8 ]  |
| "Amor a Medias" †                 | Ha*Ash                                  | Áureo Baqueiro Salvador Rizo                                                          | Mundos Opuestos                   | 2005 | [ 9 ]  |
| "At Last" (Big Band Version)      | Ha*Ash                                  | Mack Gordon Harry Warren                                                              | Primera fila: Hecho realidad      | 2015 | [ 10 ] |
| "Aunque No Estés Aquí"            | Ha*Ash                                  | Hanna Nicole Pérez Encarnita García Hugo Lira Thomas Gustafsson Hanne Sorvaag         | Habitación Doble                  | 2008 | [ 11 ] |
| "Camina Conmigo"                  | Ha*Ash                                  | Claudia Brant José Luis Ortega                                                        | A Tiempo                          | 2012 | [ 12 ] |
| "Código Postal"                   | Ha*Ash                                  | Carlos de Yarza Carlos Ponce                                                          | Mundos Opuestos                   | 2006 | [ 13 ] |
| "Corazón Irrompible"              | Ha*Ash                                  | Ashley Grace Pérez Hanna Nicole Pérez Yoel Henríquez                                  | 30 de febrero                     | 2017 | [ 14 ] |
| "Cree y Atrévete"                 | Ha*Ash                                  | Ashley Grace Pérez Hanna Nicole Pérez                                                 | Tinker Bell trilha sonora         | 2009 | [ 15 ] |
| "De Dónde Sacas Eso" †            | Ha*Ash                                  | Ashley Grace Pérez Hanna Nicole Pérez José Luis Ortega                                | A Tiempo                          | 2011 | [ 16 ] |
| "Deja de Llover"                  | Ha*Ash                                  | Áureo Baqueiro                                                                        | Ha*Ash                            | 2003 | [ 17 ] |
| "Destino o Casualidad"            | Ha*Ash Melendi                          | Melendi                                                                               | En vivo                           | 2019 | [ 18 ] |
| "Dos Copas de Más" †              | Ha*Ash                                  | Ashley Grace Pérez Hanna Nicole Pérez Pablo Preciado                                  | Primera fila: Hecho realidad      | 2014 | [ 19 ] |
| "Eso No Va a Suceder" †           | Ha*Ash                                  | Ashley Grace Pérez Hanna Nicole Pérez Edgar Barrera                                   | 30 de febrero                     | 2017 | [ 20 ] |
| "Esta Mujer"                      | Ha*Ash                                  | Ashley Grace Pérez Hanna Nicole Pérez Leonel García                                   | Habitación Doble                  | 2008 | [ 21 ] |
| "Estés en Donde Estés" †          | Ha*Ash                                  | Áureo Baqueiro Salvador Rizo                                                          | Ha*Ash                            | 2003 | [ 22 ] |
| "Ex de Verdad" (Big Band Version) | Ha*Ash                                  | Ashley Grace Pérez Hanna Nicole Pérez Beatriz Luengo Antonio Rayo                     | Primera fila: Hecho realidad      | 2015 | [ 23 ] |
| "Extraña en La Ciudad"            | Ha*Ash                                  | Áureo Baqueiro Fernando González Mónica Vélez                                         | Ha*Ash                            | 2003 | [ 24 ] |
| "Extraños"                        | Ha*Ash                                  | Ashley Grace Pérez Hanna Nicole Pérez Yoel Henríquez                                  | 30 de febrero                     | 2017 | [ 25 ] |
| "Faltas Tú"                       | Ha*Ash                                  | Áureo Baqueiro                                                                        | A Tiempo                          | 2011 | [ 26 ] |
| "Frente a Frente"                 | Ha*Ash                                  | Ashley Grace Pérez Hanna Nicole Pérez Rafael Vergara                                  | A Tiempo                          | 2011 | [ 27 ] |
| "Hasta Que Llegaste Tú"           | Ha*Ash                                  | Ashley Grace Pérez Hanna Nicole Pérez Rafael Vergara                                  | Habitación Doble                  | 2008 | [ 28 ] |
| "Hasta Que Regreses"              | Ha*Ash                                  | Ashley Grace Pérez Hanna Nicole Pérez                                                 | El Regreso de Lucas trilha sonora | 2015 | [ 29 ] |
| "His Eyes on the Sparrow"         | Ha*Ash                                  | Civilla D. Martin Charles H. Gabriel                                                  | Primera fila: Hecho realidad      | 2014 | [ 30 ] |
| "Hoy No Habrá Mañana"             | Ha*Ash                                  | Ashley Grace Pérez Hanna Nicole Pérez Áureo Baqueiro                                  | A Tiempo                          | 2012 | [ 31 ] |
| "Impermeable" †                   | Ha*Ash                                  | Áureo Baqueiro Daniela Blau                                                           | A Tiempo                          | 2011 | [ 32 ] |
| "Irremediable"                    | Ha*Ash                                  | Ashley Grace Pérez Hanna Nicole Pérez Rafael Vergara                                  | A Tiempo                          | 2011 | [ 33 ] |
| "Labios Partidos"                 | Ha*Ash                                  | Raúl Ornelas César Lazcano Malo                                                       | Habitación Doble                  | 2008 | [ 34 ] |
| "Latente"                         | Ha*Ash                                  | Ashley Grace Pérez Hanna Nicole Pérez Tirzah Huerta                                   | Canção sem álbum                  | 2010 | [ 35 ] |
| "Llueve Sobre Mojado"             | Ha*Ash                                  | Ashley Grace Pérez Hanna Nicole Pérez Edgar Barrera                                   | 30 de febrero                     | 2017 | [ 36 ] |
| "Lo Aprendí de Ti" (En Vivo) †    | Ha*Ash                                  | Ashley Grace Pérez Hanna Nicole Pérez José Luis Ortega                                | Primera fila: Hecho realidad      | 2014 | [ 37 ] |
| "Lo Que Yo Sé de Ti" †            | Ha*Ash                                  | Ashley Grace Pérez Hanna Nicole Pérez Leonel García                                   | Habitación Doble                  | 2008 | [ 38 ] |
| "Malas Costumbres"                | Ha*Ash                                  | Ashley Grace Pérez (espanhol) Hanna Nicole Pérez (espanhol) Bryan Keith Don Goodman   | Habitación Doble                  | 2008 | [ 39 ] |
| "Más Perfecta Que Normal"         | Ha*Ash                                  | Ashley Grace Pérez Hanna Nicole Pérez                                                 | Mundos Opuestos                   | 2005 | [ 40 ] |
| "Me Entrego a Ti" †               | Ha*Ash                                  | Soraya                                                                                | Mundos Opuestos                   | 2005 | [ 41 ] |
| "Me Gustas Tú"                    | Ha*Ash                                  | Ashley Grace Pérez Hanna Nicole Pérez Andy Clay Daniel Santacruz                      | 30 de febrero                     | 2017 | [ 42 ] |
| "Me Niego a Olvidarte"            | Ha*Ash                                  | Erika Ender Rafael Esparza                                                            | Habitación Doble                  | 2008 | [ 43 ] |
| "Milagros de Ocasión"             | Ha*Ash                                  | Áureo Baqueiro                                                                        | Ha*Ash                            | 2003 | [ 44 ] |
| "No Me importa"                   | Ha*Ash                                  | Ashley Grace Pérez Hanna Nicole Pérez Edgar Barrera                                   | 30 de febrero                     | 2017 | [ 45 ] |
| "No Pasa Nada" †                  | Ha*Ash                                  | Ashley Grace Pérez Hanna Nicole Pérez José Luis Ortega                                | 30 de febrero                     | 2017 | [ 46 ] |
| "No Soy Yo"                       | Ha*Ash                                  | Ashley Grace Pérez Hanna Nicole Pérez Leonel García                                   | Primera fila: Hecho realidad      | 2015 | [ 47 ] |
| "No Te Puedo Enamorar"            | Ha*Ash                                  | Ashley Grace Pérez Hanna Nicole Pérez Áureo Baqueiro Carla García                     | Mundos Opuestos                   | 2005 | [ 48 ] |
| "No Te Quiero Nada" †             | Ha*Ash                                  | Áureo Baqueiro                                                                        | Habitación Doble                  | 2008 | [ 49 ] |
| "No Tiene Devolución" (En Vivo)   | Ha*Ash                                  | Ashley Grace Pérez Hanna Nicole Pérez Tirzah Huerta Julio Ramírez                     | Primera fila: Hecho realidad      | 2014 | [ 50 ] |
| "Odio Amarte" †                   | Ha*Ash                                  | Ashley Grace Pérez Hanna Nicole Pérez Áureo Baqueiro                                  | Ha*Ash                            | 2003 | [ 51 ] |
| "Ojalá"                           | Ha*Ash                                  | Ashley Grace Pérez Hanna Nicole Pérez Pablo Preciado                                  | 30 de febrero                     | 2017 | [ 52 ] |
| "Paleta"                          | Ha*Ash                                  | Ashley Grace Pérez Hanna Nicole Pérez Mau Montaner Camilo Echeverry                   | 30 de febrero                     | 2017 | [ 53 ] |
| "Pedazos"                         | Ha*Ash                                  | Soraya                                                                                | Primera fila: Hecho realidad      | 2015 | [ 54 ] |
| "Perdón, Perdón" (Big Band)       | Ha*Ash                                  | Ashley Grace Pérez Hanna Nicole Pérez José Luis Ortega                                | Primera fila: Hecho realidad      | 2015 | [ 55 ] |
| "Pobre Diabla"                    | Ha*Ash                                  | Amerika Amerika Claudia Brant                                                         | Mundos Opuestos                   | 2005 | [ 56 ] |
| "Prefiero"                        | Ha*Ash                                  | Áureo Baqueiro                                                                        | Ha*Ash                            | 2003 | [ 57 ] |
| "Punto Final"                     | Ha*Ash                                  | Ashley Grace Pérez Hanna Nicole Pérez Erika Ender                                     | Habitación Doble                  | 2008 | [ 58 ] |
| "Que Haré Con Este Amor"          | Ha*Ash                                  | Alejandra Alberti Ignacio Morales                                                     | A Tiempo                          | 2011 | [ 59 ] |
| "Qué Más Da" (En Vivo)            | Ha*Ash feat. Joy Huerta & Julio Ramírez | Ashley Grace Pérez Hanna Nicole Pérez Tirzah Huerta Julio Ramírez                     | Primera fila: Hecho realidad      | 2014 | [ 60 ] |
| "Quédate Conmigo"                 | Ha*Ash                                  | Áureo Baqueiro Fernando González                                                      | Mundos Opuestos                   | 2005 | [ 61 ] |
| "Quédate Lejos" (En Vivo)         | Ha*Ash feat. Maluma                     | Ashley Grace Pérez Hanna Nicole Pérez Pablo Preciado                                  | Primera fila: Hecho realidad      | 2015 | [ 62 ] |
| "Qué Hago Yo?" †                  | Ha*Ash                                  | Soraya                                                                                | Mundos Opuestos                   | 2005 | [ 63 ] |
| "Qué Me Faltó?" †                 | Ha*Ash                                  | Ashley Grace Pérez Hanna Nicole Pérez José Luis Ortega                                | 30 de febrero                     | 2017 | [ 64 ] |
| "Sé Que Te Vas" †                 | Ha*Ash                                  | Ashley Grace Pérez Hanna Nicole Pérez Pablo Preciado                                  | Primera fila: Hecho realidad      | 2016 | [ 65 ] |
| "Si Pruebas una Vez" †            | Ha*Ash                                  | Ángela Dávalos J.L. Querubin                                                          | Ha*Ash                            | 2003 | [ 66 ] |
| "Si Tú No Vuelves" †              | Ha*Ash Miguel Bosé                      | Miguel Bosé Massimo Grilli                                                            | En vivo                           | 2019 | [ 67 ] |
| "Si Tú Quieres Ser"               | Ha*Ash                                  | Ashley Grace Pérez Hanna Nicole Pérez Áureo Baqueiro                                  | Mundos Opuestos                   | 2005 | [ 68 ] |
| "Solo una Vez"                    | Ha*Ash                                  | Jorge Ballesteros Britti Alessandro                                                   | A Tiempo                          | 2011 | [ 69 ] |
| "Soy Mujer" †                     | Ha*Ash                                  | Áureo Baqueiro                                                                        | Ha*Ash                            | 2003 | [ 70 ] |
| "Superficial"                     | Ha*Ash                                  | Ashley Grace Pérez Hanna Nicole Pérez Ana Velez Áureo Baqueiro                        | Ha*Ash                            | 2003 | [ 71 ] |
| "Te Amo Más Que Ayer"             | Ha*Ash                                  | Ashley Grace Pérez Hanna Nicole Pérez Yoel Henríquez Mauricio Gasca                   | A Tiempo                          | 2011 | [ 72 ] |
| "Te Dejo en Libertad" †           | Ha*Ash                                  | Ashley Grace Pérez Hanna Nicole Pérez José Luis Ortega                                | A Tiempo                          | 2011 | [ 73 ] |
| "Te Dejo"                         | Ha*Ash                                  | Gian Marco                                                                            | Habitación Doble                  | 2008 | [ 74 ] |
| "Te Quedaste" †                   | Ha*Ash                                  | Áureo Baqueiro Leonel García                                                          | Ha*Ash                            | 2003 | [ 75 ] |
| "Todo No Fue Suficiente" †        | Ha*Ash                                  | Ashley Grace Pérez Hanna Nicole Pérez Yoel Henríquez                                  | A Tiempo                          | 2011 | [ 76 ] |
| "Tu Mirada en Mi" †               | Ha*Ash                                  | Ashley Grace Pérez Hanna Nicole Pérez Áureo Baqueiro Gian Marco                       | Mundos Opuestos                   | 2005 | [ 77 ] |
| "Tú y Yo Volvemos al Amor" †      | Ha*Ash                                  | Cristóbal Sánsano                                                                     | Habitación Doble                  | 2008 | [ 78 ] |
| "Un Amigo Así"                    | Ha*Ash                                  | Ashley Grace Pérez Hanna Nicole Pérez                                                 | Magos y Gigantes trilha sonora    | 2003 | [ 79 ] |
| "Un Beso Tuyo"                    | Ha*Ash                                  | Ashley Grace Pérez Hanna Nicole Pérez Áureo Baqueiro                                  | A Tiempo                          | 2012 | [ 80 ] |
| "Vamos a Llamarlo Amor"           | Ha*Ash                                  | Áureo Baqueiro Salvador Rizo                                                          | Habitación Doble                  | 2008 | [ 81 ] |
| "Vaquera"                         | Ha*Ash                                  | Patsy Montana                                                                         | Mundos Opuestos                   | 2005 | [ 82 ] |
| "Ya No"                           | Ha*Ash feat. Kalimba                    | Áureo Baqueiro                                                                        | Mundos Opuestos                   | 2005 | [ 83 ] |